# Flughafen Dunedin

i7
i11
i13
Der Flughafen Dunedin (englisch Dunedin International Airport, IATA-Code: DUD, ICAO-Code: NZDN) ist der südlichste internationale Flughafen von Neuseeland und erschließt die Stadt Dunedin sowie die Regionen Otago und Southland. Er liegt in der Nähe der Ortschaft Momona in den Taieri Plains rund 30 Kilometer südwestlich des Stadtzentrums von Dunedin.
Bei schlechten Wind- bzw. Wetterverhältnissen, die eine Landung auf dem etwa 180 Kilometer westlich entfernten Flughafen Queenstown unmöglich machen, dient der Flughafen Dunedin häufig als Ausweichflughafen. Besonders im neuseeländischen Winter kann der Flughafen Queenstown oft sehr kurzfristig aufgrund von Windböen oder Schneeverwehungen geschlossen werden. Der Weitertransport der Passagiere von Dunedin nach Queenstown erfolgt dann meist mit Reisebussen.
Entwicklung der Passagierzahlen:
- 1963: 100.000
- 1995: 520.000
- 2000: 481.000
- 2015: 1.000.000 (Prognose)

Im Jahr 2000 wurden 19.000 Flugbewegungen durchgeführt. Für das Jahr 2015 werden 38.000 prognostiziert.

## Verkehrsanbindung
Der Flughafen ist mit dem State Highway 86 an das System der New Zealand State Highways angeschlossen. Dieser kreuzt nach fünf Kilometern den State Highway 1. Ein Anschluss an den öffentlichen Personennahverkehr besteht nicht.

## Geschichte
Der Flughafen wurde 1962 für Kurzstreckenflüge innerhalb des Landes eröffnet. Seit dem 16. August 1994 werden auch internationale Ziele angeflogen.

## Fluggesellschaften und Ziele
Der Flughafen wird derzeit von den Fluggesellschaften Air New Zealand und Jetstar Airways mit Zielen im Inland verbunden.

## Verkehrszahlen
| Geschäfts- jahr | Fluggastaufkommen | Fluggastaufkommen | Fluggastaufkommen |
| Geschäfts- jahr | National          | International     | Gesamt            |
| --------------- | ----------------- | ----------------- | ----------------- |
| 2020            | 759.324           | 34.232            | 793.556           |
| 2019            | 1.035.237         | 42.238            | 1.077.475         |
| 2018            | 986.346           | 44.166            | 1.030.512         |
| 2017            | 927.294           | 45.795            | 973.089           |
| 2016            | 859.650           | 49.964            | 909.614           |
| 2015            | 809.267           | 52.715            | 861.982           |
| 2014            | 788.881           | 64.216            | 853.097           |
| 2013            | 794.209           | 63.742            | 857.951           |
| 2012            | 790.554           | 63.096            | 853.650           |
| 2011            | 710.845           | 65.663            | 776.508           |
| 2010            | 728.689           | 49.501            | 778.190           |
| 2009            | 719.787           | 50.419            | 770.206           |
| 2008            | 638.219           | 70.287            | 708.506           |
| 2007            | 622.229           | 79.746            | 701.975           |
| 2006            | 613.578           | 90.325            | 703.903           |
| 2005            | 597.506           | 92.986            | 690.492           |

1. ↑  Die Geschäftsjahre enden jeweils am 30. Juni des angegebenen Jahres.